# Barthélemy d’Herbelot de Molainville

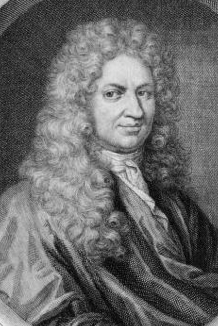
Retrato de Barthélemy d’Herbelot de Molainville.

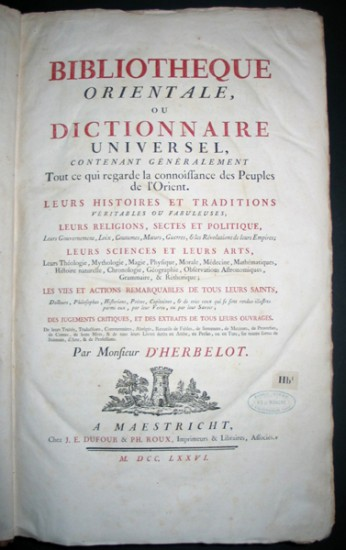
Página título del libro Bibliothèque orientale, obra principal de D’Herbelot.

Barthélemy d’Herbelot de Molainville (París, 14 de diciembre de 1625 - ibídem, 8 de diciembre de 1695) fue un orientalista francés.

## Biografía
Fue educado en la Universidad de París, y se dedicó al estudio de lenguas orientales. Viajó a Italia para perfeccionarse, conversando con los orientales que frecuentaban los puertos marítimos. Allí también conoció al humanista, geógrafo e historiador neerlandés Lucas Holstenius (1596-1661), y al teólogo católico griego León Alacio (1586-1669).
Al regresar a Francia después de un año y medio, fue recibido en la casa de Nicolás Fouquet (superintendente de finanzas), quien le dio una pensión de 1500 libras. Con la caída de Fouquet en 1661, D’Herbelot perdió esta pensión. Entonces fue nombrado secretario e intérprete de lenguas orientales del rey Luis XIV de Francia.
Unos años más tarde volvió a visitar Italia, cuando el gran duque Fernando II de Médici le presentó un gran número de valiosos manuscritos orientales, y trató de atraerlo a su corte. Herbelot, sin embargo, fue llamado nuevamente a Francia por Colbert, y recibió del rey una pensión igual a la que había perdido. En 1692 sucedió a D’Auvergne en la cátedra de siríaco, en el Colegio Real. Murió en París el 8 de diciembre de 1695.
Su gran obra fue la Bibliothèque orientale, ou Dictionnaire universel contenant tout ce qui regarde la connoissance des peuples de l’Orient, que le ocupó casi toda su vida, y que Antoine Galland completó en 1697. Se basa en la inmensa bibliografía árabe Kashf-Zunun (de Hadji Khalfa, o Katip Çelebi), de los cuales de hecho es en gran parte una traducción abreviada, pero también incluye el contenido de un gran número de otras recopilaciones y manuscritos árabes y turcos. La Biblioteca se reimprimió en Maastricht (fol. 1776), y en La Haya (4 volúmenes en cuarto, 1777-1799). Una versión de divulgación también se publicó en octavo, 6 vols (París, 1781-1783). De las cuatro ediciones, la "mejor" es la de La Haya, en cuatro volúmenes. La última edición se ha enriquecido con los aportes del orientalista y filólogo neerlandés Albert Schultens (1686-1750), de Johann Jakob Reiske (1716-1774), y por un suplemento provisto por Claude de Visdelou (1656-1737) y el orientalista y arqueólogo francés Antoine Galland (1646-1715).
Otras obras de D’Herbelot, ninguna de los cuales ha sido publicada, incluyen una Antología oriental, y un Diccionario árabe, persa, turco y latín.